# Amine
Amine är ett könsneutralt förnamn. 92 män har namnet i Sverige och 84 kvinnor. Det är en annan namnform av kvinnonamnet Amina.
Namnsdag i Sverige: saknas